# 김진 (1978년)
김진(1978년 7월 19일 ~ )은 미국의 디자이너이다.

## 학력
- 뉴욕주립대학교 패션전문학교 패션디자인과 학사

## 음반
- 2005년 디바 8집 Only Diva Vol.8
- 2004년 디바 7집 Renaissance
- 2002년 디바 6집 Luxury
- 2001년 디바 5집 The Diva 5
- 2000년 디바 4집 Naughty
- 1999년 디바 영어앨범 Dream
- 1998년 디바 2집 Snappudiva's
- 1997년 디바 1집 Funky Diva

OST
- 2001년 영화 신라의 달밤 참여(정말싫어!)
- 2003년 영화 Projectx 참여(미련)
- 2003년 드라마 때려 참여(그런거죠)

## 방송
- 2011년 On Style 프로젝트 런웨이 코리아 시즌3